# Poblat ibèric de la Celadilla
El Poblat ibèric de la Celadilla a Ademús fou una aldea ibera que ocupa mitja hectàrea i que disposa d'una muralla de 5,5 metres de gruix i una gran torre de 6,5 por 9 metres. Fou destruït per un incendi durant el segle IV aC, i s'hi han trobat quatre esquelets i materials importats de Grècia i Roma.